# Audio Video
Audio Video er en svensk elektronikkæde grundlagt i 1963. Varemærket ejes af Electragruppen. Audio Video har hovedsæde i Kalmar. Ved udgangen af 2009 havde kæden 100 butikker i Sverige. Den 12. juni 2010 fik Audio Video ny kædechef, Christer Palmgren.